# Србија и Црна Гора
Србија и Црна Гора (скраћено СЦГ), званично Државна заједница Србија и Црна Гора (скраћено ДЗСЦГ), бивша је државна заједница коју су чиниле републике Србија и Црна Гора. Постојала је од 4. фебруара 2003. до 5. јуна 2006. Исте године, 21. маја, Црна Гора је на референдуму изгласала независност. 3. јуна, парламент Црне Горе је прогласио независност, а 5. јуна парламент Републике Србије прогласио обнову самосталности и од тада СЦГ више не постоји. СЦГ је била европска земља која је држава-континуитета са Савезном Републиком Југославијом (СРЈ). Административни центар СЦГ је био Београд, а у Подгорици се налазио Суд СЦГ. СЦГ се граничила са Мађарском на северу, Хрватском, БиХ (Републиком Српском) и Италијом (морска граница) на западу, Румунијом и Бугарском на истоку, и Албанијом и Републиком Македонијом на југу. Постојање СЦГ је било регулисано кроз Уставну повељу СЦГ донету 4. фебруара 2003.

## Историја

### Разлози преуређења
Кад је проглашена Савезна Република Југославија 1992. године, Уједињене нације и многе поједине државе (поготово САД) нису хтеле да је признају као државу-континуитета са СФРЈ, иако су је касније формално признале као државу. СРЈ није била члан УН и међународно призната до Петооктобарских промена 2000. године, а примљена је једногласном одлуком Генералне скупштине УН 1. новембра 2000. године. Ипак, тада је већ било доведено у питање постојање СРЈ. Мило Ђукановић и Влада Црне Горе од 1997. године нису били задовољни аутономијом и заговарали су одвајање од Србије и државну независност. Влада Црне Горе радила је на осамостаљењу (увођењем немачке марке као платежног средства у Црној Гори, стварањем полицијских контрола на граници са Србијом, а одбила је да прихвати ванредно и ратно стање на својој територији током НАТО бомбардовања СРЈ 1999. године),
Од промене режима у Србији 2000. године Црна Гора захтевала је отвореније независност, са евентуалним преуређењем федерације у „Савез две независне међународно признате републике“. Нова савезна влада коју су чинили ДОС и црногорска опозициона странка СНП, инсистирала је да се питање преуређења заједнице не покреће до завршетка републичких парламентарних избора у Србији 23. децембра 2000. године, јер би независношћу Црне Горе ДОС изгубио једину до тада освојену власт- савезну, чиме би се можда отворио пут бившем председнику Србије и Југославије, Слободану Милошевићу, да преко још увек актуелне парламентарне већине у републичкој скупштини обустави изборе и поново успостави своје факторе контроле. Иако је ова жеља испуњена, тензије између две републике је убрзо након формирања владе Зорана Ђинђића продубило припајање већег дела последње спорне територије из Југословенских ратова — Превлаке Хрватској, а не Црној Гори, за шта су Црногорци делимично кривили и српске преговараче из савезне делегације који су показивали равнодушност на преговорима.

### Преуређење
Током 2001. године, интензивирани су преговори две републике, који су већином вођени у Београду и на црногорском полуострву Свети Стефан. Међутим свако је остао при свом ставу: Црна Гора је инсистирала на независности обе републике, а Србија је тражила само козметичке измене у оквиру СРЈ, или потпуну независност обе републике. Преговори су били прекинути, а преокрет је настао од децембра 2001. године када се у преговоре укључила Европска унија, која је тражила  да Србија и Црна Гора остану у заједничкој држави.
Коначно, Србија и Црна Гора су 14. марта 2002. године склопиле нови споразум о наставку сарадње, који је између осталога укинуо име „Југославија“, а нову државну заједницу назвао Државном заједницом Србија и Црна Гора. Споразум су потписали челници обе републике, савезне државе и Хавијер Солана из Европске уније. По формулацији, постало је јасно да ће нова заједница бити најближа статусу уније, много лабавијем виду заједништва од дотадашње федерације.
Дана 4. фебруара 2003. оба већа савезне скупштине СРЈ су усвојила више месеци писану Уставну повељу државне заједнице Србија и Црна Гора, коју су претходно усвојила оба републичка парламента. Част да прогласи нову државу, имао је дотадашњи председник Већа Грађана савезне скупштине- Драгољуб Мићуновић. Уставна повеља чланом 25 оставила је могућност свакој републици чланици да организује референдум о независности након три године. Црна Гора је, како је речено, успешно искористила то право.

### Промене у односу наСРЈ
Новом уставном повељом, укинут је директан избор институција заједничке државе: скупштина се бирала равноправним делегирањем из обе републичке скупштине, председник се бирао у скупштини, а он је уједно био и председник Савета министара- тела које је заменило Савезну владу. Ове институције су имале свега неколико овлашћења, и то већином у спољњој политици, јер је остатак надлежности прешао на републичке институције. Скупштина СЦГ само је усвајала законе у вези са људским правима, спољном политиком и ратификовала разне споразуме. Укинут је и статус главног града, а уместо тога, Београд је постао административни центар, са готово свим заједничким институцијама. Уместо Уставног суда, предвиђен је Суд Србије и Црне Горе са седиштем у Подгорици, који никада није конституисан. Заједничка Народна банка је подељена на републичке. Оваква подела, изазвала је незадовољство код појединих странака у Србији, нарочито Г 17+, која је убрзо почела да тврди да се права, као што су избор амбасадора, приступ заједничким материјалним средствима и сл. деле на равноправне делове, а обавезе, као што су давање новца за издржавање заједничке државе, деле у складу са величином република и бројем становништва. Интересантно, али сва државна обележја СРЈ су задржана, чак и контроверзна химна "Хеј, Словени", мада је пред Олимпијске игре у Атини 2004. године постојала намера да се она замени за необичну комбинацију српске и црногорске националне химне „Боже, Правде“ и „Ој, Свијетла Мајска Зоро“, али то није учињено, јер је против био српски патријарх Павле, кога су послушали и посланици владајуће већине из СНП-а, па није било већине за усвајање.

### 2005—2006: Коначан распад
Дана 25. априла 2005. године Савет министара Европске уније потврдио је позитивну Студију о изводљивости преговора о склапању Споразума о стабилизацији и асоцијацији са Србијом и Црном Гором. Студија је предвиђала принцип двоструког колосека у придруживању двеју држава чланица, и не односи се на територију Косова и Метохије. Крајем те године, црногорско руководство је почело да подсећа на своје право да организује референдум наредне године. Тада су многи почели да сумњају да је СЦГ све време била само мораторијум на неизбежан распад последње енклаве бивше Југославије, баш као што су и брионским мораторијумом, Хрватска и Словенија три месеца пролонгирале своју независност 1991. године. Србија је инсистирала да се у референдумски процес укључи и ЕУ, како би га макар пролонгирала, јер је погрешним тумачењем резолуције 1244 констатовано да Космет постаје независна република кад и Црна Гора, јер се у резолуцији наводи да Косово остаје саставни део СРЈ, не и Србије.
Европска унија је именовала Словака Мирослава Лајчака за главног представника у вези са црногорским референдумом, а прихваћен је предлог Комисије за демократију путем права (Венецијанска комисија) да неопходна већина за независност Црне Горе буде 55% од изашлих бирача. У предреферендумској кампањи, за независност су лобирале владајуће странке ДПС и СДП, укључујући и, иронично, председника СЦГ, Светозара Маровића, а против СНП, Народна Странка и друге просрпске странке. Мада се Србија обавезала да се не меша, премијер Војислав Коштуница и неколико интелектуалаца се окупило на митингу просрпске коалиције Црне Горе, који је одржан у Београду, и пружили им подршку. На референдуму 21. маја 2006. Црна Гора је изгласала независност са око 55,5%, а 3. јуна исте године је Парламент Црне Горе прогласио независност. Од тада СЦГ, последњи остатак некадашње Југославије, више не постоји. Два дана касније, 5. јуна 2006. године Народна скупштина Републике Србије донела је Одлуку о обавезама државних органа Републике Србије у остваривању надлежности Републике Србије као следбеника државне заједнице Србија и Црна Гора и тиме и формално окончао постојање државне заједнице, а истог дана и Влада Републике Србије је признала независност Црне Горе. Обе државе су добиле међународна признања и одвојено примљене у УН у јулу те године. Питање међународних споразума, које су ратификовале СРЈ и СЦГ решено је тако што је одлучено да се они односе на правно-формалног наследника заједнице- Србију, а Црна Гора их је потписала по убрзаном поступку. Спортске репрезентације су остале заједно у више дисциплина све до краја те године, са старим обележјима.

## Држава
Привреда се упола смањила од 1990. године због лошег управљања, међународних санкција и штете због рата на Косову и Метохији. Након збацивања председника Слободана Милошевића у октобру 2000, коалициона влада је увела мере за стабилизацију и агресивни програм реформе тржишта.
Чланство у ММФ-у обновљено је 2000. Донаторска конференција Светске банке и Европске комисије одржана 2001. и сакупљено је 1,3 милијарди долара за државно реструктурирање СЦГ. 2001. договорено је да ће се отписати 66% дуга од 4,5 милијарди долара према Париском клубу, а такође извршен је сличан отпис за 2,8 милијарде долара дуга према Лондонском клубу.
Црна Гора је одвојила своју управу од федерације и Србије још током Милошевићеве власти. Током свог постојања унутар СЦГ, имала своју централну банку, користила евро као службену валуту, наплаћивала своју царину и имала свој буџет.
Покрајина Косово и Метохија, под управом УН-а, прима финансијску и техничку помоћ од међународне заједнице. Службене валуте су евро и српски динар, док УН-ова управа прикупља порезе и управља буџетом.
Сложеност политичких односа Србије и Црне Горе и спора приватизација кочили су развитак. Споразуми са ММФ-ом, а поготово порески услови, су били важан елемент у одређивању политике. Велика незапосленост била је један од кључних политичко-економских проблема.

## Републике и аутономне покрајине
СЦГ је била подељена на две републике и на две аутономне покрајине које су биле део Републике Србије.
| Име                                                | Главни град               | Застава                 | Грб                     | Локација |
| -------------------------------------------------- | ------------------------- | ----------------------- | ----------------------- | -------- |
| Република Србија АП Војводина АП Косово и Метохија | Београд Нови Сад Приштина | (2003—2004) (2004—2006) | (2003—2004) (2004—2006) |          |
| Република Црна Гора                                | Подгорица                 | (2003—2004) (2004—2006) | (2003—2004) (2004—2006) |          |

## Географија
Србија и Црна Гора је покривала површину од 102.350 km², са 199 km обале. Рељеф је био изразито разноврстан. Значајан део Србије је у равницама и нижим брдима (осим југа који је планински) а већи део Црне Горе покривају високе планине. Србија не излази на море, целокупна обала отпада на Црну Гору. На црногорској обали се налази једини фјорд у јужној Европи. Клима је разноврсна на сличан начин. Север има континенталну климу (хладне зиме и врућа лета); централна област је комбинација континенталне и медитеранске климе; док на југу преовлађује јадранска клима дуж обале, а унутрашњост има врућа и сува лета и јесени, и релативно хладне зиме са много снега.
Београд, са 1.717.863 становника по цензусу је био највећи град Србије и Црне Горе. Остали значајни градови су били Ниш, Нови Сад, Крагујевац, Подгорица, Суботица, и Приштина, сваки са око 100.000 — 300.000 становника.

## Привреда
Лоше управљање економијом током дугог периода економских санкција, и штета коју је претрпела југословенска инфраструктура и индустрија током НАТО бомбардовања, је преполовило привреду из 1990. Од свргавања бившег председника, Слободана Милошевића, октобра 2000, коалициона влада ДОС-а је увела мере за стабилизацију, и започела агресивни програм за опоравак тржишта. Након обнављања чланства у Међународном монетарном фонду, децембра 2000, Југославија је наставила да се реинтегрише у међународну заједницу, поново се учланивши у Светску банку (ИБРД) и Европску банку за обнову и развој (ЕБРД). Светска банка-Европска комисија су спонзорисале донаторску конференцију која је одржана у јуну 2001, и на којој је прикупљено 1,3 милијарде долара за економско реструктурирање. Споразум о репрограму дога од 4,5 милијарде долара према Париском клубу је закључен у новембру 2001; договорен је отпис 66% дуга; сличан договор о олакшању комерцијалног дуга од 2,8 милијарде долара према Лондонском клубу је постигнут у јулу 2004; 62% дуга је отписано.
Црна Гора је одвојила своју привреду из савезне управе током Милошевићеве ере. Сада обе републике имају одвојене централне банке, различите валуте — Црна Гора користи евро, док је у Србији динар званично средство плаћања. Две републике такође имају различите нивое царине, одвојене државне буџете, министарства унутрашњих послова и владе.
На Косову и Метохији су званична средства плаћања динар и евро, а УНМИК сакупља порезе и управља буџетом.
Комплексност политичких односа у Србији и Црној Гори, спор напредак у приватизацији, и стагнација у европској привреди, отежавају напредак привреде Србије и Црне Горе. Договори са ММФ-ом, посебно захтеви за фискалном дисциплином су важан елемент у формирању економске политике. Висока стопа незапослености остаје кључни економски проблем. Корупција такође представља велики проблем, са великим уделом сивог тржишта и високим степеном умешаности криминала у привреду.

## Саобраћај
Србија, а поготово долина реке Велике Мораве, описује се као „раскрсница истока и запада", због чега је имала бурну историју. Та је долина најлакши начин да се копном стигне из континенталне Европе у Грчку и Малу Азију.
Главне европске трасе које иду кроз Србију су Е-75, Е-70 и Е-80. Е-763/Е-761 је најважнији пут који повезује Србију и Црну Гору.
Дунав, важна међународна река, тече кроз Србију. Највећа морска лука је Бар у Црној Гори.

## Демографија
Србија и Црна Гора је демографски разноврснија од већине других европских земаља. По попису из 1991, најзаступљеније нације су Срби (62,6%), Албанци (16,5%) и Црногорци (5%). Такође су значајне популације Мађара, Рома, Бугара, Македонаца, Румуна и других источно романских народа (укључујући Арумуне, Меглено-Румуне и Влахе), и на десетине других словенских народа — Бошњаци, Хрвати, Буњевци, Шокци, Горанци, Јањевци, Русини, Словаци, Муслимани и Југословени. Одређен број грађана се изјашњава као Египћани и Ашкалије. Ове две групе су раније сматране Ромима који су веровали да потичу из данашњег Египта и Израела. Највећи део етничке разноврсности отпада на Косово и Метохију и Војводину. Велика албанска популација се углавном налази у Србији, већином на Косову и Метохији, уз мању бројност у општинама Прешево и Бујановац, и на југоистоку Црне Горе (општина Улцињ). Велика бошњачка популација живи у области Санџак на граници Србије и Црне Горе:
Укупно Србија и Црна Гора — 10.019.657
- Србија (укупно): 9.396.411
  - Војводина: 2.116.725
  - Косово и Метохија: 1.800.000
- Црна Гора: 623.246
- Већи градови (преко 100.000 становника) — подаци из 2002. (2003. за Подгорицу, 2005. за Нови Сад):
  - Београд: 1.717.863 (2.000.000 шире језгро)
  - Нови Сад: 255.071 (333.895 шире језгро)
  - Ниш: 253.400 (295.000 шире језгро)
  - Крагујевац: 212.000 (265.000 шире језгро)
  - Приштина: 150.000 (незванично, није било пописа од 1991)
  - Подгорица: 139.500 (169.000 шире језгро)
  - Призрен: 120.000 (180.000 шире језгро)
  - Суботица: 99.471 (149.000 шире језгро)
  - Зрењанин: 80.000 (132.000 шире језгро)
  - Чачак: 80.000 (120.000 шире језгро)
  - Краљево: 80.000 (135.000 шире језгро)
  - Панчево: 78.000 (130.000 шире језгро)
  - Смедерево:78.000 (120.000 шире језгро)
  - Нови Пазар: 76.000 (110.000 шире језгро)
  - Лесковац: 76.000 (160.000 шире језгро)
  - Крушевац: 75.000 (135.000 шире језгро)
  - Шабац: 74.000 (125.000 шире језгро)